# Медаль «В память освящения Исаакиевского собора»
Медаль «В память освящения Исаакиевского собора» — медаль Российской империи. Учреждена по указу Александра II в 1858 году в ознаменование освящения Исаакиевского собора. Награждались медалями лица, принимавшие участие в строительстве, украшении и освящении собора.

## Описание медалей
Медали сделаны из золота или серебра. Диаметр 33 мм. На лицевой стороне медали в центре изображён портрет Александра II в профиль. По окружности вдоль бортика надпись: «АЛЕКСАНДРЪ II ИМПЕРАТОРЪ И САМОДЕРЖЕЦЪ ВСЕРОСС.». В нижней части аверса надпись: «БЛАГОДАРЮ». Под обрезом плеча подпись медальера — «И. ЧУКМ. Р.» — «Иван Чукмасов резал». На оборотной стороне медали изображён фасад Исаакиевского собора. По окружности вдоль бортика надпись: «СОБОРЪ СВ. ИСААКИѦ ДАЛМАТСКАГО.». Под обрезом изображения надпись в две строки: «ЗАЛОЖЕНЪ 1819. ОСВѦЩЕНЪ 1858.». На обрезе, с левого края, есть подпись медальера, автора реверса медали — «М. К.» — Михаил Кучкин.
На Санкт-Петербургском монетном дворе отчеканено 86 золотых и 100 серебряных медалей, по другим данным по 50 экземпляров медалей обоих металлов (всего 100) и некоторое количество золотых медалей с бриллиантами. Действительно, известно, что архитектор Огюст Монферран, а также некоторые чиновники Министерства Императорского Двора получили золотые медали с бриллиантами.

## Порядок ношения
Медаль имела ушко для крепления к колодке или ленте. Полагалось носить медаль на груди, по другим данным, в петлице. Лента медали — Александровская, для золотых медалей с бриллиантами - Андреевская.